# 수보로프의 이탈리아와 스위스 원정
이탈리아와 스위스 원정은 1799년 제2차 대프랑스 동맹 전쟁의 일부였던 이탈리아 전역 당시 러시아 제국 육군의 알렉산드르 수보로프가 프랑스군을 상대로 이탈리아 북부 및 스위스에서 벌인 일련의 작전을 가리킨다. 러시아 측에서는 이 전쟁을 1799년 "2개의 전대미문의 원정" 중 하나로 보는데, 다른 하나는 1799년 영국-러시아의 네덜란드 침공이 있다.

## 준비
이 원정은 주로 영국과 러시아의 정치인들과 외교관들에 의해 계획되었다. 러시아 제국은 영국이 지원할 군대를 제공할 것이고, 그들은 함께 오스트리아가 대부분의 전투를 수행하도록 장려하려고 노력했는데, 이는 제2차 대프랑스 동맹군 육상 병력의 약 4분의 3을 오스트리아가 보유하고 있었기 때문이었다. 또한 오스트리아의 전쟁 수행을 포함한 전역에 대한 영국과 러시아 제국의 전략적 통제를 유지하면서, 연합군 전체에 대한 보급뿐만 아니라 자체 군대에 대한 비용도 지불할 예정이었다. 이는 합스부르크 왕가의 영토 지배 야욕에 대한 영국과 러시아 제국의 불신에서 비롯된 것이었으며, 두 국가 모두 오스트리아의 영토 확보 없이 오스트리아의 참전을 통해 프랑스 혁명 이전의 유럽의 질서를 회복하기를 바랬다. 게다가, 영국 정부는 제1차 대프랑스 동맹 때 오스트리아 정부가 경제적으로 아직 회복하지 않았음에도 불구하고, 오스트리아가 영국에 대한 부채를 갚기 위한 차관 협약을 놓고 오스트리아 정부와 여전히 격렬한 논쟁을 벌이고 있었고, 그래서 오스트리아 군대에게도 보조금을 지급하는 것을 거부했다. 영국과 러시아 제국은 이 전쟁을 통해 프로이센과 오스트리아의 대립 관계를 종식시키고 프로이센도 다시 대프랑스 동맹에 참전하기를 희망했지만, 프로이센은 중립을 유지하기로 결정했다.

### 수보로프의 복귀
수보로프는 1796년까지 황제였던 예카테리나 2세와 친분을 유지하고 있었지만 파벨 1세와는 황태자 시절 때부터 관계가 좋지 않았다. 1784년 황태자 파벨이 프로이센 육군의 제복을 입은 병사들을 육성시키자 이를 강하게 반대했던 수보로프는 예카테리나 2세에게 프로이센식 제복을 모두 없애달라고 건의했고 예카테리나 2세는 이를 받아들였다. 파벨 1세가 황위에 올랐을 때 그는 다시 구식 제복을 병사들에게 입혔다. 파벨 1세는 알렉산드르 수보로프에게 러시아군을 프로이센군처럼 훈련시키라고 명령했지만 그 훈련이 쓸모없고 가혹하다고 판단한 수보로프는 파벨 1세의 명령을 거부했다. 결국 명령을 거부한 수보로프에게 분노한 파벨 1세는 수보로프의 직책을 모두 박탈하고 수보로프를 영지 콘찬스코예수보롭스코예로 귀양보냈다.
1799년 당시 러시아 제국의 황제였던 파벨 1세는 프랑스 혁명 전쟁에서 프랑스 혁명군이 연이어 거두는 승리에 불안을 느꼈으며, 다른 대프랑스 동맹군 역시 러시아 제국의 참전을 지속적으로 요구하고 있었다.

## 전투 서열

### 러시아 제국
러시아 제국군은 총 65,000명으로 3개의 군단으로 구성되어 있었다.
- 제1군단: 알렉산드르 코르사코프가 이끄는 부대로, 영국의 지원을 받아 45,000명의 병력을 채울 예정이었지만[10] 결국 최종 병력은 26,000명이었다.[11] 코르사코프의 군대는 브레스트에서 출발해 취리히에 있는 프랑스군과 교전하기 위해 스위스로 진입했다.[9]
- 제2군단: 브레스트에서 출발해 비엔나로 가서 그곳에서 알렉산드르 수보로프의 군대와 합류해 그의 지휘를 받게 되었다.[9] 브레너 고개를 지나 브레시아를 거쳐 밀라노에 도착했다.[9]
- 제3군단: 안드레이 로젠베르크가 이끄는 군대로, 카미야네치포딜스키에서 출발해 카르파티아산맥을 거쳐 부다페스트로 진입한 뒤 최종적으로 토리노로 향하는 길목에 있는 베로나에 도착했다.[9]

### 오스트리아 대공국
오스트리아 대공국의 총 병력은 1799년 8월 기준으로 148,633명이었다.

## 참조
- (독일) Clausewitz, Carl von (1834). 《Hinterlassene Werke des Generals Carl von Clausewitz über Krieg und Kriegführung, zweiter teil : Die Feldzüge von 1799 in Italien und der Schweiz》. Berlin: F.Dümmler. OCLC 19596006.
- Dmitry Milyutin. The History of the War of Russia with France during the Reign of Emperor Paul I, vol. 1-9. St. Petersburg, 1852-1853.
- Latimer, Jon (December 1999). “War of the Second Coalition”. 《Military History》: 62–69.
- Longworth, Philip (1965). 《The Art of Victory: The Life and Achievements of Generalissimo Suvorov (1729-1800)》. New York: Holt, Rhinehart & Winston. OCLC 7139853.